# هنري هانسن
هنري هانسن (21 نوفمبر 1899 - 8 فبراير 1952) هو لاعب كرة قدم دانمركي سابق كان يلعب كمهاجم.